# Mr. Baseball
Pour plus de détails, voir Fiche technique et Distribution.
Mr. Baseball (France et version originale) ou  M. Baseball (Canada) est un film américain et japonais, réalisé par Fred Schepisi, en 1992.

## Synopsis
Jack Elliot, batteur chez les Yankees de New York et ancien vainqueur des séries mondiales de la MLB est depuis quelque temps sur la mauvaise pente. Lors d'un match, alors qu'il venait de se faire sortir sur trois prises, il se voit rappelé par l'arbitre alors qu'il se dirigeait vers le banc. Ne comprenant pas ce qu'il lui arrive, Elliot se replace sur le marbre et le lanceur adverse, lui envoie de nouveau une prise, puis un autre, et encore un… C'est alors qu'il se réveille dans les bras d'une groupie, dans ce qui semble être une chambre universitaire. De retour sur le terrain d'entraînement, il conseille une jeune recrue, de sa phrase fétiche Le baseball, n'est qu'un jeu…, alors que sur le losange, un nouveau joueur expédie à tout-va les balles hors du stade. Voilà que, du fait de ses mauvais résultats, il se retrouve transféré, vers une autre franchise. Elliot, craignant que ce soit le Canada ou Cleveland, tombe des nues lorsqu'on lui apprend qu'il est maintenant un joueur des Nagoya Chunichi Dragons, une équipe de la ligue japonaise de baseball, et ce, jusqu'à ce que sa moyenne au bâton remonte.

## Fiche technique
- Titre original : Mr.Baseball
- Titre français : Mr.Baseball
- Titre québécois : M.Baseball
- Réalisation : Fred Schepisi
- Scénario : Gary Ross, Kevin Wade et Monte Merrick
- Histoire : Theo Pelletier et John Junkerman
- Directeur artistique : Kenneth J. Creber, Katsumi Kaneda et Russell J. Smith
- Chef décorateur : Ted Haworth
- Décorateur de plateau : Cloudia Rebar[5]
- Costumes : Bruce Finlayson
- Maquillage : Lon Bentley, Yoshie Hamada, Dinah Holt et Noriko Tomita[6]
- Photographie : Ian Baker
- Montage : Peter Honess
- Musique : Jerry Goldsmith
- Production : 
  - Producteur : Doug Claybourne, Robert F. Newmyer (en)[7], Fred Schepisi, Ariel Levy (non crédité)
  - Producteur délégué : John Kao, Jeffrey Silver[8]. Susumu Kondô (Japon)
- Société(s) de production : Universal Pictures, Dentsu Music and Entertainment, Outlaw Productions
- Société(s) de distribution : (États-Unis) Universal Pictures
- Pays d'origine : États-Unis, Japon
- Année : 1992
- Langue originale : anglais, japonais
- Format : couleur – 35 mm – 2,35:1 – Dolby
- Genre : comédie, romance
- Durée : 108 minutes
- Dates de sortie : 
  - États-Unis : 2 octobre 1992

## Distribution
Sauf indication contraire, les informations mentionnées dans cette section peuvent être confirmées par la base de données cinématographiques IMDb,  présente dans la section « Liens externes ».
- Tom Selleck (VF : Richard Darbois) : Jack Elliot
- Ken Takakura (VF : Bernard Tiphaine) : Uchiyama
- Aya Takanashi (VF : Yumi Fujimori) : Hiroko Uchiyama
- Dennis Haysbert (VF : Pascal Renwick) : Max « Hammer » Dubois
- Leon Lee (VF : Sady Rebbot) : Lyle Massey
- Art LaFleur : Skip
- Greg Goossen (VF : Yves Barsacq) : Trey
- Nicholas Cascone (VF : Michel Mella) : Doc
- Larry Pennell (VF : Marc de Georgi) : Howie Gold
- Scott Plank (VF : Marc François) : Ryan Ward
- Charles Fick (VF : Marc Alfos) : Billy Stevens
- Michael McGrady : Duane
- Michael Papajohn (VF : Jean-Claude Sachot) : Rick
- Rolando Rodriquez : Manuel
- Bradley Jay Lesley (VF : Jean-Claude Sachot) : Niven

Acteurs interprétant les joueurs de l'équipe japonaise des Dragons
- Toshi Shioya : Yoji Nishimura
- Kosuke Toyohara : Toshi Yamashita
- Toshizo Fujiwara : Ryoh Mukai
- Mak Takano : Shinji Igarashi
- Kenji Morinaga : Hiroshi Kurosawa
- Joh Nishimura : Tomophiko Ohmie
- Norihide Goto : Issei Itoi
- Kensuke Toita : Akito Yagi
- Naoki Fuji : Takuya Nishikawa
- Takanobu Hozumi : Hiroshi Nakamura